# ذخیره‌گاه طبیعی ردیسکی
ذخیره‌گاه طبیعی ردیسکی (انگلیسی: Rdeysky Nature Reserve) یک پارک و ذخیره‌گاه طبیعی در استان نووگورود کشور روسیه است.